# Grand Prix ISU di pattinaggio di figura 2014-2015
Il Grand Prix ISU di pattinaggio di figura 2014-2015 è stato la 20ª edizione della competizione. È iniziato il 24 ottobre 2014 e si è concluso il 14 dicembre 2014, con la finale tenutasi a Barcellona, in Spagna.

## Calendario
| Gara | Nome dell'evento           | Sede       | Date             |
| ---- | -------------------------- | ---------- | ---------------- |
| 1    | Skate America              | Chicago    | 24 - 26 ottobre  |
| 2    | Skate Canada International | Kelowna    | 31 ott. - 2 nov. |
| 3    | Cup of China               | Shanghai   | 7 - 9 novembre   |
| 4    | Cup of Russia              | Mosca      | 14 - 16 novembre |
| 5    | Trophée Eric Bompard       | Bordeaux   | 21 - 23 novembre |
| 6    | Trofeo NHK                 | Osaka      | 28 - 30 novembre |
| 7    | Finale Grand Prix          | Barcellona | 11 - 14 dicembre |

## Risultati
| Evento                   | Disciplina        | Oro                               | Argento                         | Bronzo                            |
| Skate America (dettagli) | Singolo maschile  | Tatsuki Machida                   | Jason Brown                     | Nam Nguyen                        |
| Skate America (dettagli) | Singolo femminile | Elena Radionova                   | Elizaveta Tuktamyševa           | Gracie Gold                       |
| Skate America (dettagli) | Coppie            | Juko Kavaguti / Aleksandr Smirnov | Haven Denney / Brandon Frazier  | Cheng Peng / Hao Zhang            |
| Skate America (dettagli) | Danza su ghiaccio | Madison Chock / Evan Bates        | Maia Shibutani / Alex Shibutani | Aleksandra Stepanova / Ivan Bukin |

| Evento                  | Disciplina        | Oro                           | Argento                     | Bronzo                               |
| Skate Canada (dettagli) | Singolo maschile  | Takahito Mura                 | Javier Fernández            | Max Aaron                            |
| Skate Canada (dettagli) | Singolo femminile | Anna Pogorilaja               | Ashley Wagner               | Satoko Miyahara                      |
| Skate Canada (dettagli) | Coppie            | Meagan Duhamel / Eric Radford | Wenjing Sui / Cong Han      | Evgenija Tarasova / Vladimir Morozov |
| Skate Canada (dettagli) | Danza su ghiaccio | Kaitlyn Weaver / Andrew Poje  | Piper Gilles / Paul Poirier | Madison Hubbell / Zachary Donohue    |

| Evento                  | Disciplina        | Oro                                     | Argento                         | Bronzo                         |
| Cup of China (dettagli) | Singolo maschile  | Maksim Kovtun                           | Yuzuru Hanyū                    | Richard Dornbush               |
| Cup of China (dettagli) | Singolo femminile | Elizaveta Tuktamyševa                   | Julija Lipnickaja               | Kanako Murakami                |
| Cup of China (dettagli) | Coppie            | Cheng Peng / Hao Zhang                  | Xiaoyu Yu / Yang Jin            | Xuehan Wang / Lei Wang         |
| Cup of China (dettagli) | Danza su ghiaccio | Gabriella Papadakis / Guillaume Cizeron | Maia Shibutani / Alex Shibutani | Anna Cappellini / Luca Lanotte |

| Evento                    | Disciplina        | Oro                             | Argento                              | Bronzo                               |
| Rostelecom Cup (dettagli) | Singolo maschile  | Javier Fernández                | Sergej Voronov                       | Michael Brezina                      |
| Rostelecom Cup (dettagli) | Singolo femminile | Rika Hongō                      | Anna Pogorilaja                      | Alaine Chartrand                     |
| Rostelecom Cup (dettagli) | Coppie            | Ksenija Stolbova / Fëdor Klimov | Evgenija Tarasova / Vladimir Morozov | Kristina Astachova / Aleksej Rogonov |
| Rostelecom Cup (dettagli) | Danza su ghiaccio | Madison Chock / Evan Bates      | Elena Il'inych / Ruslan Žiganšin     | Penny Coomes / Nicholas Buckland     |

| Evento                         | Disciplina        | Oro                                     | Argento                     | Bronzo                            |
| Trofeo Eric Bompard (dettagli) | Singolo maschile  | Maksim Kovtun                           | Tatsuki Machida             | Denïs Ten                         |
| Trofeo Eric Bompard (dettagli) | Singolo femminile | Elena Radionova                         | Julija Lipnickaja           | Ashley Wagner                     |
| Trofeo Eric Bompard (dettagli) | Coppie            | Ksenija Stolbova / Fëdor Klimov         | Wenjing Sui / Cong Han      | Xuehan Wang / Lei Wang            |
| Trofeo Eric Bompard (dettagli) | Danza su ghiaccio | Gabriella Papadakis / Guillaume Cizeron | Piper Gilles / Paul Poirier | Madison Hubbell / Zachary Donohue |

| Evento                | Disciplina        | Oro                           | Argento                           | Bronzo                           |
| Trofeo NHK (dettagli) | Singolo maschile  | Daisuke Murakami              | Sergej Voronov                    | Takahito Mura                    |
| Trofeo NHK (dettagli) | Singolo femminile | Gracie Gold                   | Alëna Leonova                     | Satoko Miyahara                  |
| Trofeo NHK (dettagli) | Coppie            | Meagan Duhamel / Eric Radford | Juko Kavaguti / Aleksandr Smirnov | Xiaoyu Yu / Yang Jin             |
| Trofeo NHK (dettagli) | Danza su ghiaccio | Kaitlyn Weaver / Andrew Poje  | Ksenija Monko / Kirill Chaljavin  | Kaitlin Hawayek / Jean-Luc Baker |

## Finale
| Evento                       | Disciplina        | Oro                           | Argento                         | Bronzo                                  |
| Finale Grand Prix (dettagli) | Singolo maschile  | Yuzuru Hanyū                  | Javier Fernández                | Sergei Voronov                          |
| Finale Grand Prix (dettagli) | Singolo femminile | Elizaveta Tuktamyševa         | Elena Radionova                 | Ashley Wagner                           |
| Finale Grand Prix (dettagli) | Coppie            | Meagan Duhamel / Eric Radford | Ksenija Stolbova / Fëdor Klimov | Wenjing Sui / Cong Han                  |
| Finale Grand Prix (dettagli) | Danza su ghiaccio | Kaitlyn Weaver / Andrew Poje  | Madison Chock / Evan Bates      | Gabriella Papadakis / Guillaume Cizeron |